# Skæbne i nordisk kultur
Skæbne var i nordisk folkekultur en af de vigtigste faktorer i menneskelivet. Skæbnebegrebet spillede en væsentlig rolle i mange fortællinger.

## Etymologi
Det nutidige ord skæbne stammer fra det oldnordiske ord skepna, som betyder “det, der er skabt”.
Den anden norrøne betegnelse ørlǫg for skæbne stammer fra ordet ór ("ud, fra, udover") og lǫg ("lov"). Det kan oversættes bogstaveligt med "udover loven", men dets betydning er snarere "fundamental/absolut/primær lov". Det er ikke beslægtet med det lignende ord "ørlygi" (krig), der stadig findes på dansk bl.a. i orlogsskib. Fra angelsaksisk kendes et lignende begreb wyrd, der er beslægtet med norrønt Urðr, den ældste af nornekollektivet Urd, Verdande og Skuld.

## Koncept
Den nordiske skæbnebegreb ørlǫg er parallelt med et angelsaksiske wyrd og har sandsynligvis en fællesgermansk oprindelse.[kilde mangler] Begrebet dækker at fortidige handlinger har betydning for fremtiden, ligesom fremtiden kan påvirke fortiden. Konceptet udspringer af en tankegang, hvor alle handlinger er forbundet med det, der er sket, og det der vil ske. Alle begivenheder er vævet sammen, så handlinger har konsekvenser fremover. I mytologien blev skæbnen repræsenteret af forskellige former for feminine guddomme, hvoraf de vigtigste var de tre norner, der boede ved foden af verdenstræet Yggdrasil; de er karakteriseret som skæbnegudinder. I digtet Vølvens Spådom forklares deres rolle: De Lov lagde, de Liv kaared for Slægternes Børn, Skæbnen for Mænd. Der fandtes også mindre norner, der var til stede ved et barns fødsel, ligesom også andre gudinder var knyttet til skæbne; fx valkyrier og diser.[kilde mangler] Om Odins hustru Frigg blev det derimod i Lokasenna fortalt:  Frigg ved vist Alverdens Skæbne, skønt hun ikke siger det selv. (Lokasenna 30). I Vølvens Spådom bliver de to stykker træ, som mennesket skabes af specifikt betegnet som ørlǫglausa ("skæbneløse") før de gøres levende.

## Teorier
I dag mener nogle, at de gamle nordboere troede, at en række kvinder var knyttet til skæbnen: især nornerne, der bestemte et menneskes livsbane ved fødslen, og valkyrierne, som afgjorde krigerens skæbne i kamp. Det er i dag en udbredt forestilling, at de gamle nordboerne troede, at et menneskes skæbne var en tråd, som var spundet af nornerne, og Njals saga væver en gruppe valkyrier krigernes skæbne før et slag. I dag er det en anden udbredt forestilling, at nordboerne troede, at diserne ejede bånd, der kontrollerede krigeren på slagmarken, så de ved at løsne eller binde en knude kunne hilde eller løsne krigerens ben.
Historikeren Dick Harrison og arkæologen Kristina Svensson har foreslået, at dette er en afspejling af virkelige rituelle handlinger, som kvinderne rent faktisk udførte, mens deres mænd kæmpede på slagmarken. De mener også, at de norner, der optræder i heltesagnene som Helgakviða Hundingsbana I kan være udtryk for, at kvindelige præstinder kom i forbindelse med fødsler for at forudsige barnets skæbne. Harrison og Svensson foreslår, at det kunne have været vølverne, der udførte de ritualer. Denne teori bygger blandt andet på udformningen af de stave, der er blevet fundet i flere kvindegrave fra vikingetiden; de er udformet, så de ligner en håndten.